# Johanniskirche (Kühlungsborn)

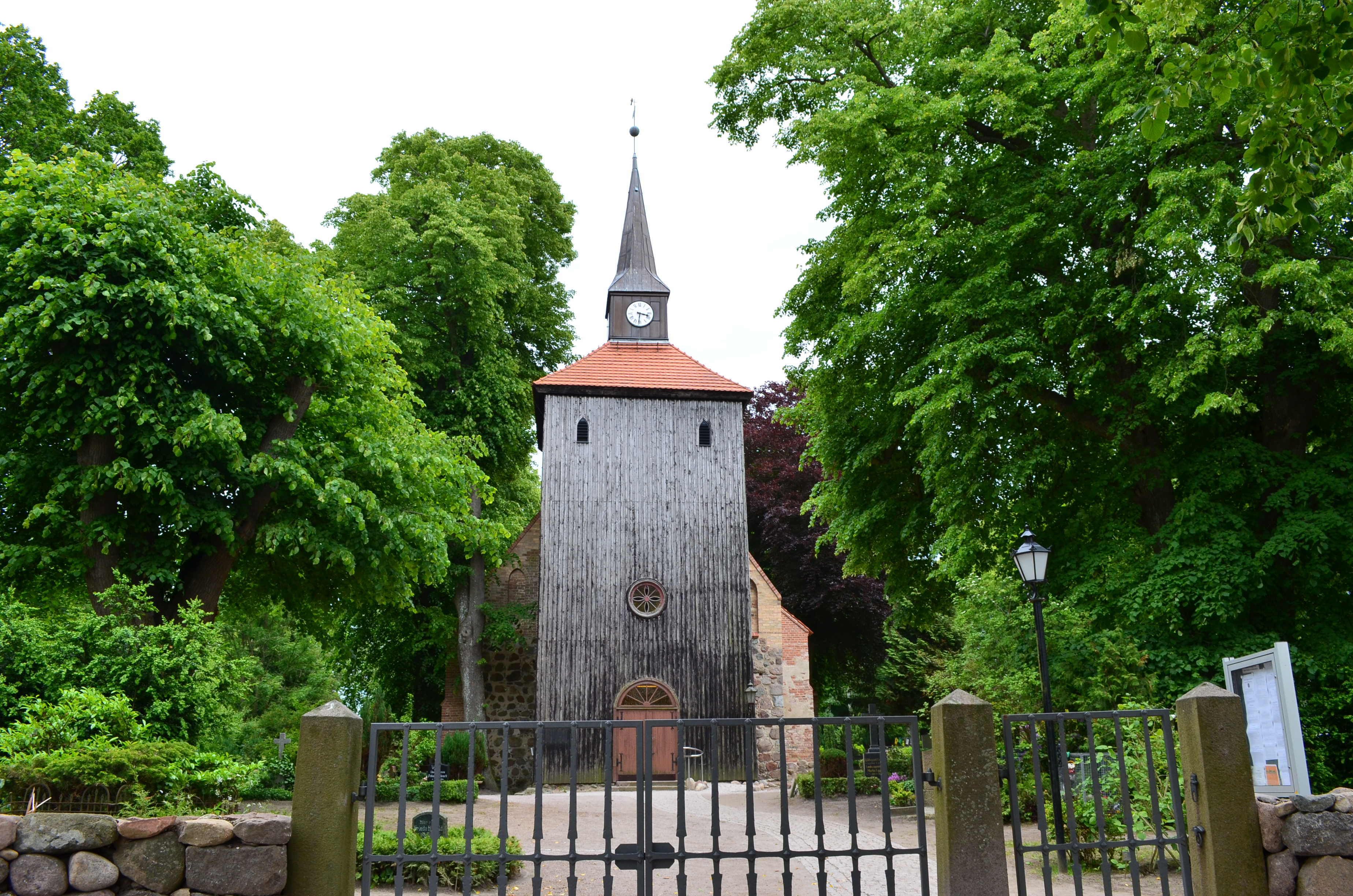
Vorderansicht

Die Johanniskirche Kühlungsborn ist die Kirche der Evangelisch-Lutherischen Kirchengemeinde Kühlungsborn im Landkreis Rostock. Die Kirchengemeinde gehört zur Propstei Rostock in der Evangelisch-Lutherischen Kirche in Norddeutschland.

## Geschichte

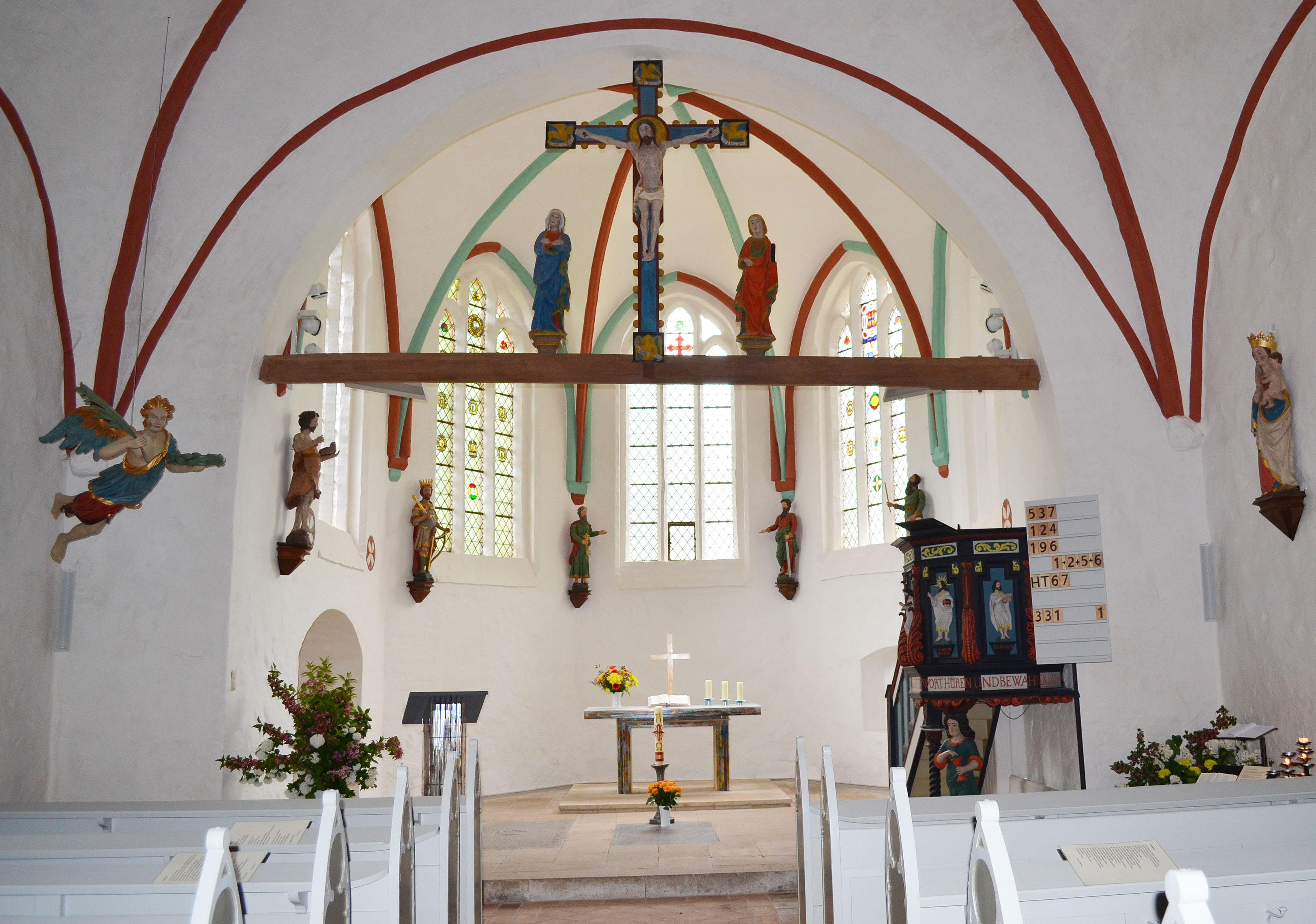
Blick auf den Altar und die Triumphkreuzgruppe

Kühlungsborn entstand durch die Zusammenlegung der Dörfer Brunshaupten, Arendsee und Fulgen im Jahr 1938. Die Johanniskirche liegt im Ortsteil Brunshaupten. 1219 wurde Brunshaupten unter dem Namen „Brunshovede“ (= Hof oder Hafen des Brunos) in der Gründungsurkunde des Nonnenklosters Sonnenkamp erwähnt. Anlass war die Stiftung von dreißig Hufen und der halben Strandfischerei an das Kloster, das seinen Sitz zunächst in Parchow bei Kröpelin, später in Neukloster hatte. Bis zur Reformation erlangte das Kloster nicht nur größeren Besitz, sondern auch das Patronat an der Kirche und die höchste Gerichtsbarkeit. Nach der Säkularisation Mitte des 16. Jahrhunderts ging das Patronat an den Landesfürsten.  Der Maler Selle strich um 1707 das Gestühl an und verzierte die Fenster mit Laubwerk. 1710 wurde durch den Orgelbauer Johann Engelbrecht Gerhard aus Rostock eine Orgel eingebaut. Zu diesem Zweck wurde eine neue Empore errichtet. Das Pflaster vor dem Altarraum wurde im 17. Jahrhundert erhöht. 1777 wird die Pfarre Brunshaupten mit Biendorf zusammengelegt, was bis 1850 Bestand hatte. 1843/44 wurde die Orgel durch eine neue Orgel von Heinrich Rasche aus Rostock ersetzt. Zum Ende des 20. Jahrhunderts wurde der Innenanstrich erneuert.
Zum Erntedankfest 2003 wurde die alte Pfarrscheune nach umfangreichen Umbaumaßnahmen als Gemeindezentrum eingeweiht und zum Advent 2004 als Kinder- und Jugendzentrum erweitert.

## Umfangreiche Renovierung

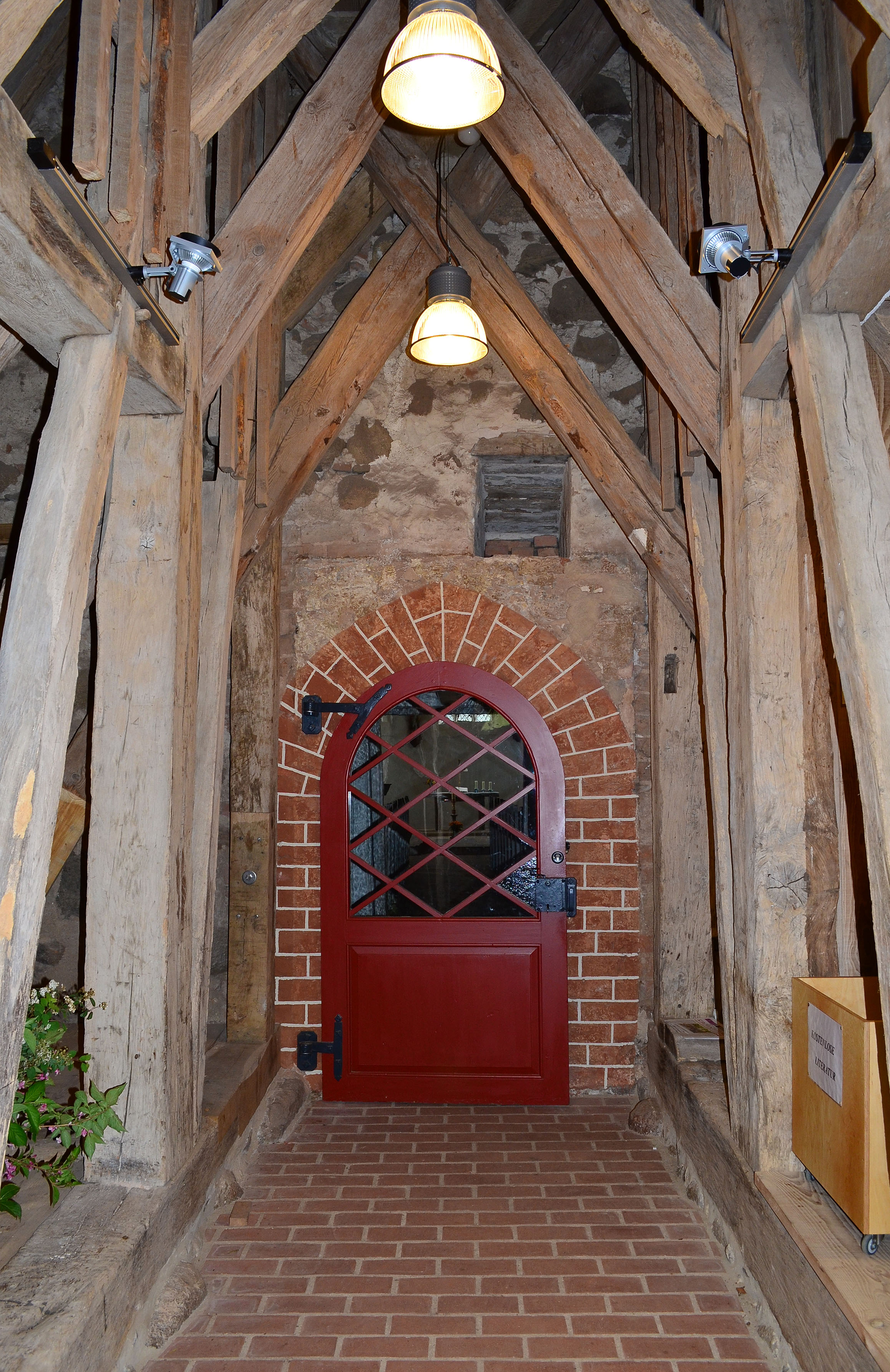
Ständerwerk im Turm

Um größere Schäden zu vermeiden, wurden ab 2010 umfangreiche Renovierungsarbeiten durchgeführt. Es wurden Schäden am Dach, am Mauerwerk, am Gewölbe, an den Holzschwellen im Turm und an den Altarfiguren beseitigt. Die Stromverkabelung wurde vollständig erneuert. Die Beleuchtungskonzeption wurde komplett neu geplant und danach die neue Lichttechnik eingebaut. eine Erneuerung des Fußbodens im Innenraum war notwendig und der Kirchenvorplatz wurde neu gestaltet. Die fachmännische Sanierung der spätmittelalterlichen und barocken Figuren nahm Georg von Knorre aus Rostock vor. Nach der Beseitigung von Schäden am Holz setzte die Orgelbaufirma Nußbücker aus Plau das Instrument an seinen ursprünglichen Platz um; die klangliche Wahrnehmung wurde so verbessert.

### Bauwerksuntersuchung
Die bauwerks- und die holzschutztechnischen Untersuchungen wurde von Jörg Baschista vorgenommen. Große Schädigungen wurden an den Traufpunkten des Daches festgestellt. Die Konstruktionshölzer wurden umfassend untersucht. An den vorhandenen Abbundzeichen ließen sich die verschiedenen Bauphasen der letzten Jahrhunderte nachweisen. Aus der Sorgfalt und Art der Arbeit konnten Schlüsse auf den hohen Erhaltungswillen gezogen werden. Im Bereich des Chorpolygons wurden bei der nicht zugänglichen Sparrenzusammenführung Schäden vermutet.
Nach den umfangreichen Renovierungsarbeiten wurde die Kirche im März 2012 wieder in Gebrauch genommen.

### Außenbereich

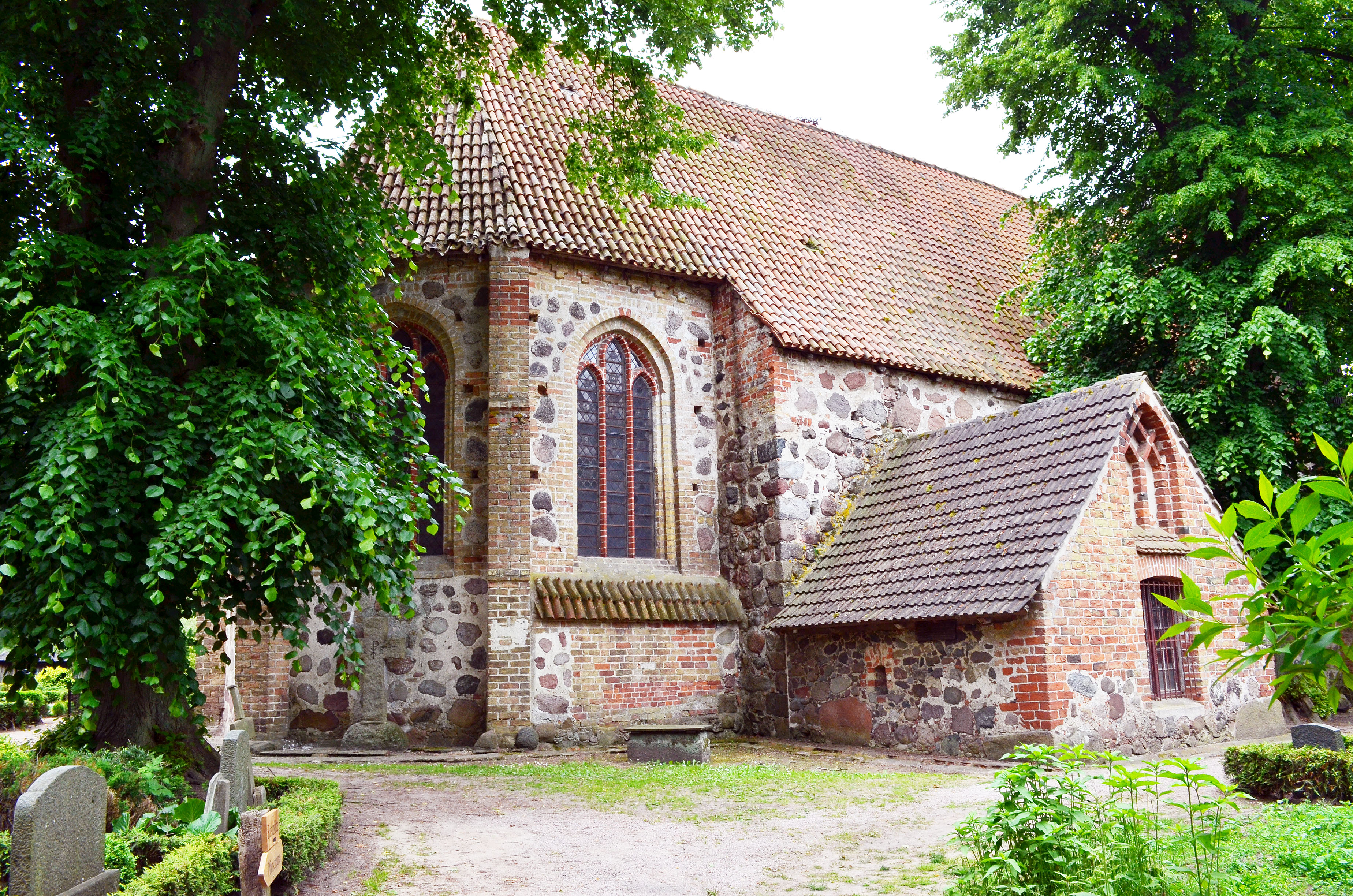
Seitenansicht
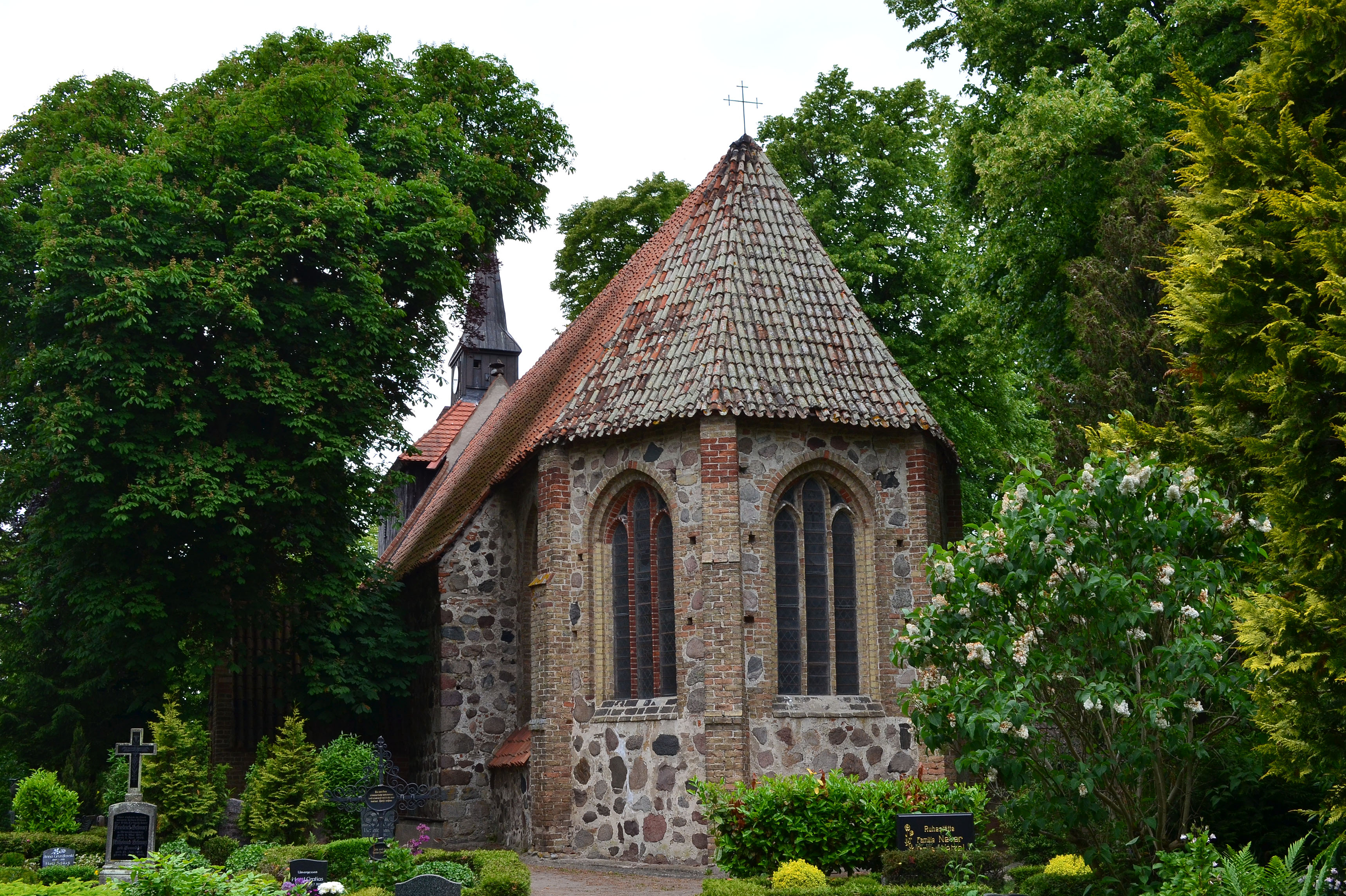
Choransicht
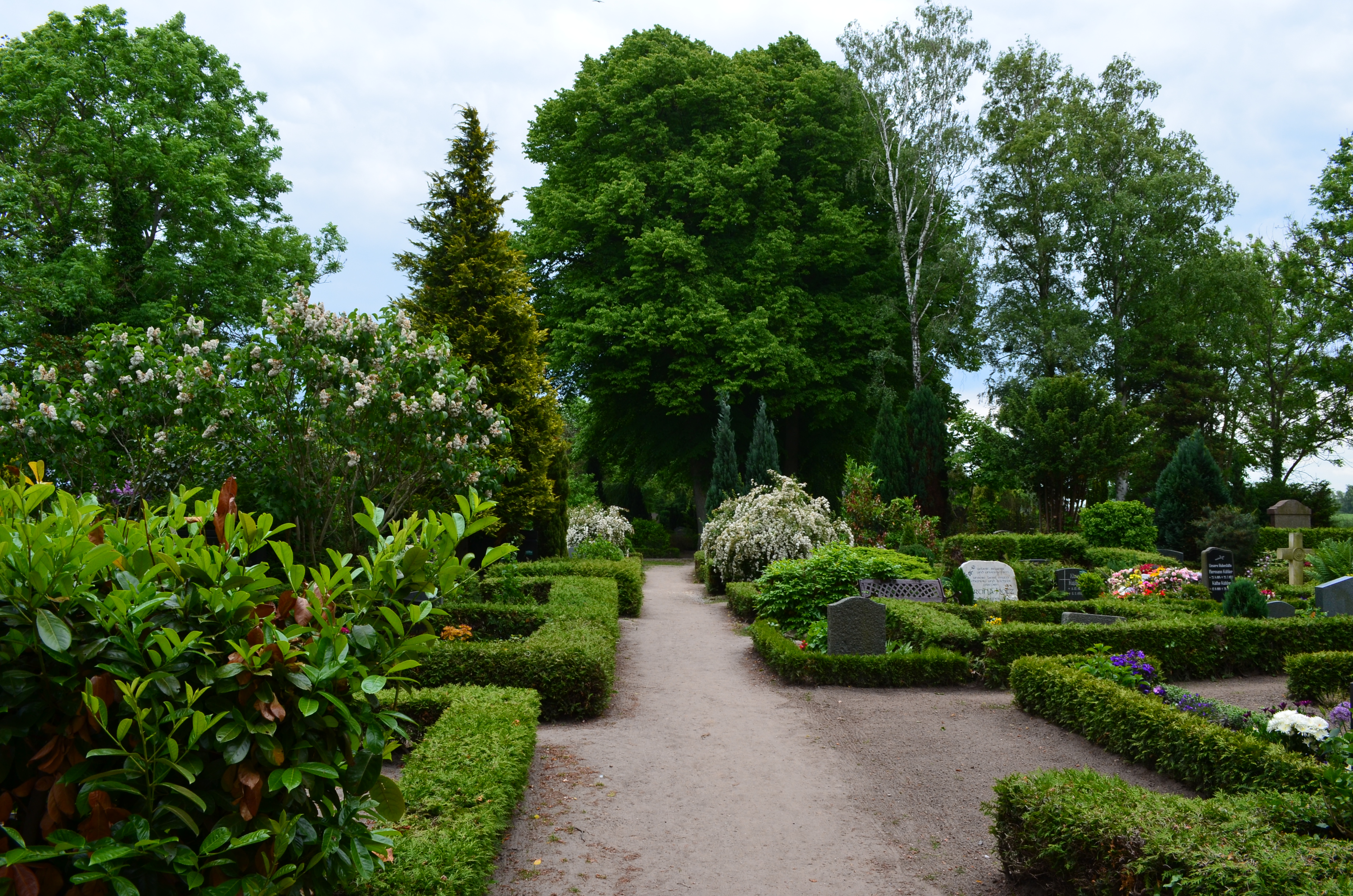
Friedhof
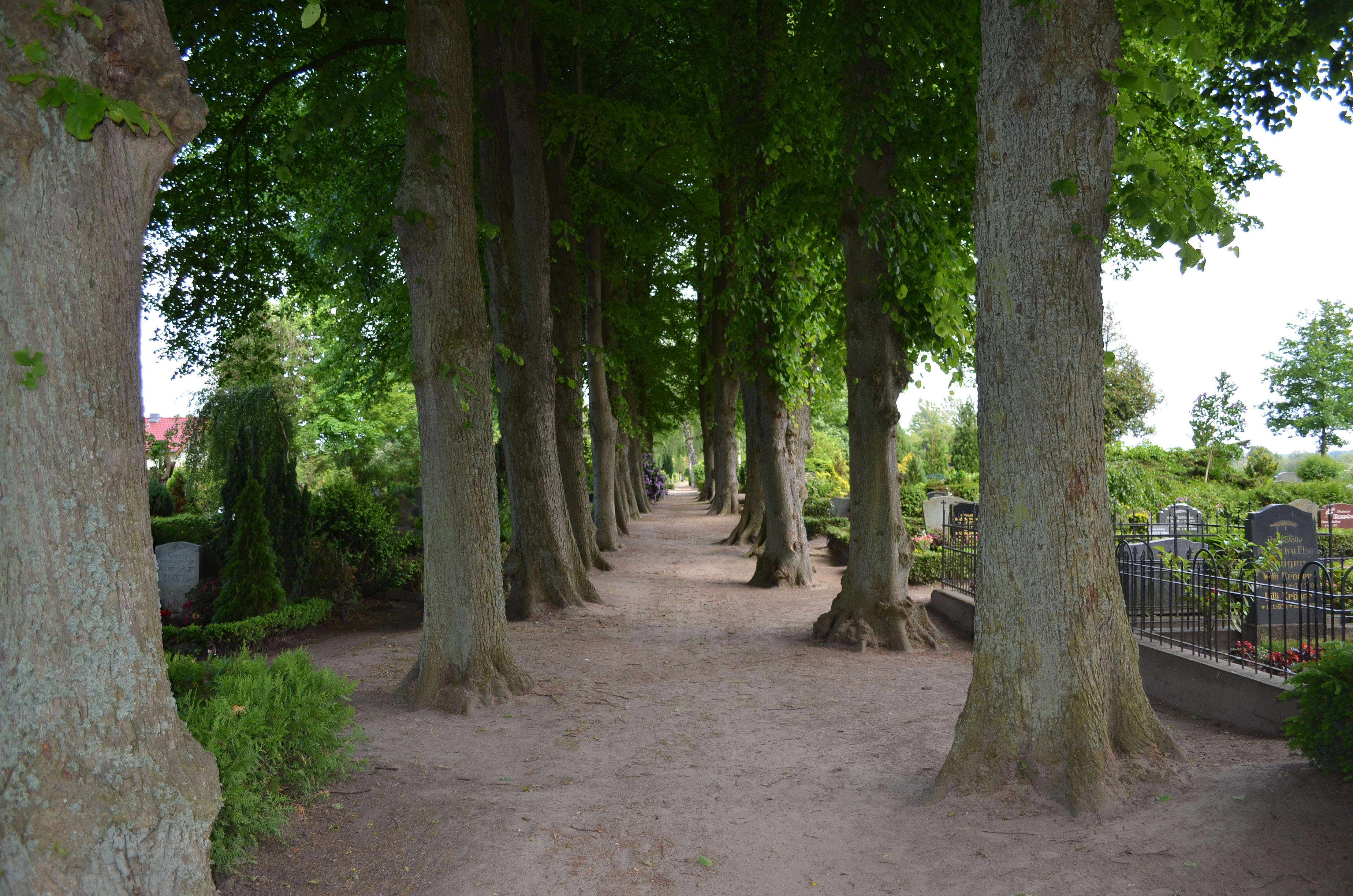
Friedhofsansicht

## Baubeschreibung

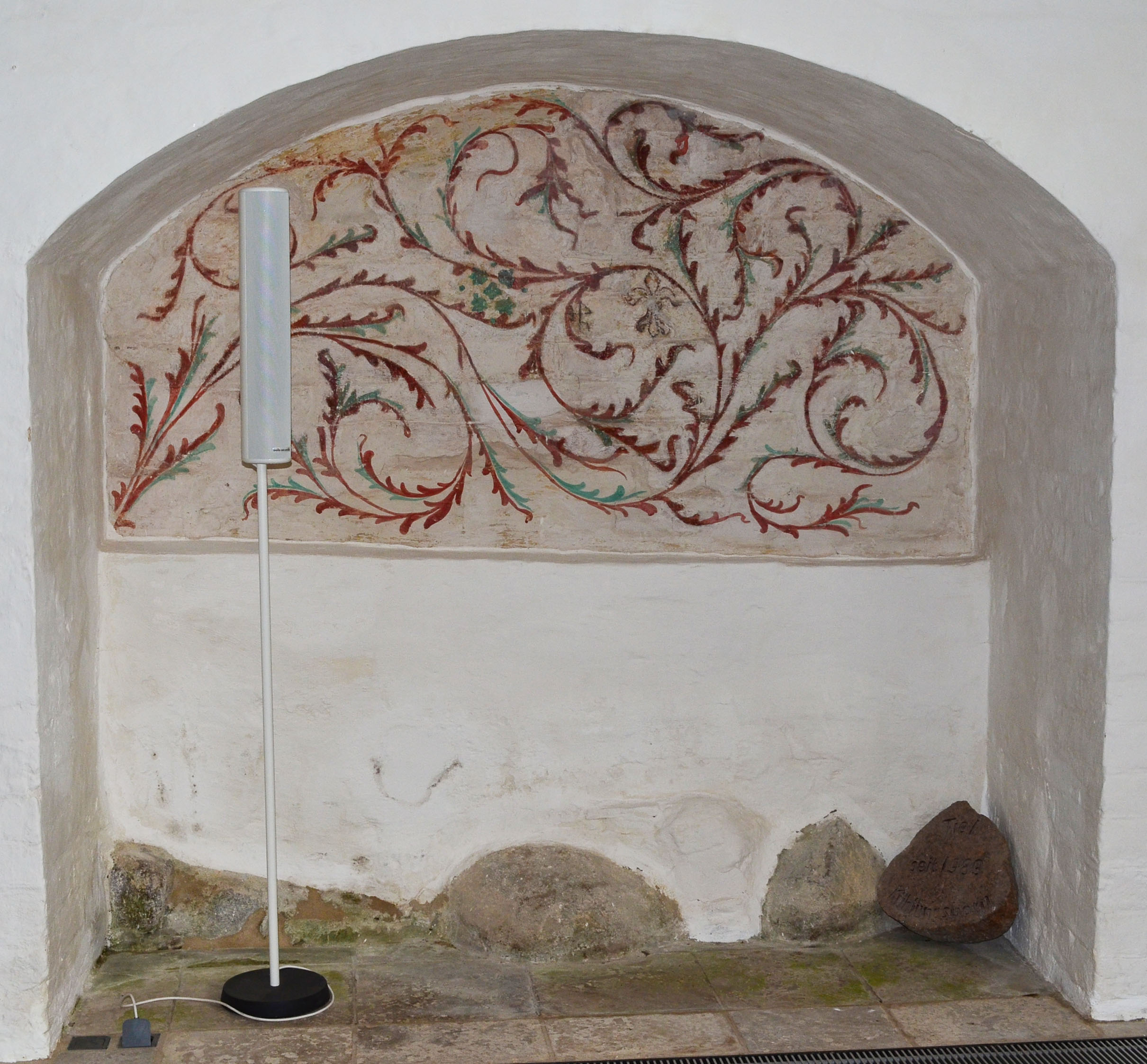
Fragment ursprünglicher mittelalterlicher Ausmalung

Der älteste Teil der Kirche ist das Kirchenschiff. Es wurde aus Feldsteinen im 13. Jahrhundert errichtet und hatte anfangs eine flache Holzdecke, die später durch ein Gewölbe ersetzt wurde. An den Ecken wird das Mauerwerk durch Stützpfeiler verstärkt. Die schmalen Schlitzfenster weisen in ihrer Form auf den Übergang von der Romanik zur Gotik hin. Der aus Feld- und Backsteinen errichtete Chor mit Nordsakristei ist jünger, er wurde im ausgehenden vierzehnten Jahrhundert erbaut und schließt mit drei Seiten eines Oktogons. Der Chor ist gewölbt und etwas höher als das Kirchenschiff. Die Trennung von Chor und Schiff bildet ein Triumphbogen mit einem Triumphbalken, auf dem eine Kreuzigungsgruppe steht. Westlich des Langhauses ist ein hölzerner Turm angebaut, der in seiner jetzigen Form seit 1680 steht. Die Verbretterung wurde auf eine mächtige Balkenkonstruktion aufgebracht. In der Turmspitze befindet sich eine Turmuhr. Bereits vorher soll ein ebenfalls hölzerner Turm vorhanden gewesen sein. Beleg dafür ist die noch vorhandene Bronzeglocke aus dem Jahr 1495. An der nördlichen Seite des Kirchenschiffes befindet sich ein Sakristeianbau, an der Südseite gibt es einen weiteren Anbau mit einem gotischen Giebel.

## Inneneinrichtung
- Die Kreuzigungsgruppe auf dem Triumphbalken im Triumphbogen  stammt aus der Zeit um 1400.
- Ebenfalls aus der Zeit um 1400 ist die Madonna.
- Der Kronleuchter aus Messing wurde 1597 für eine andere Kirche angefertigt und der Gemeinde um 1713 geschenkt.[3]
- Der mittelalterliche Altar ist nicht mehr vorhanden. 1707 wurde ein Barockaltar eingebaut, von dem lediglich einige Figuren im Chorraum erhalten sind: sie stellen David, Petrus, Paulus, Moses und Johannes den Täufer dar. Sie wurden vom Lübecker Meister Bernhard Lübbers geschnitzt.
- Auch der Taufengel ist eine Arbeit von Lübbers aus dem Jahr 1707.[7] Die Anschaffung wurde durch Spenden der Gemeindemitglieder ermöglicht, die von drei Kirchenvorstehern und dem Küster innerhalb von drei Tagen in einer versiegelten Schachtel eingesammelt wurden.[3]

### Geschnitzte Figuren

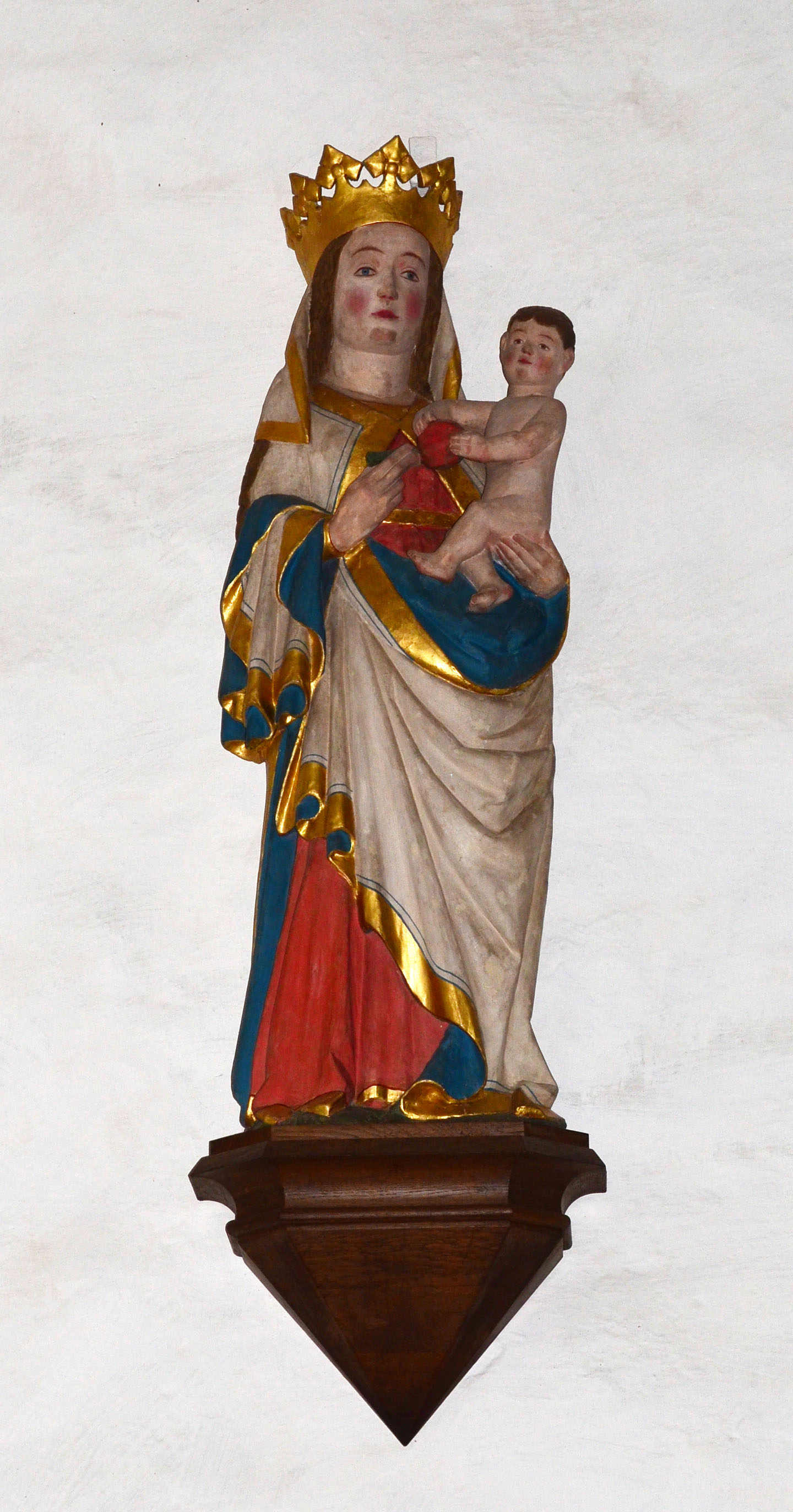
Madonna
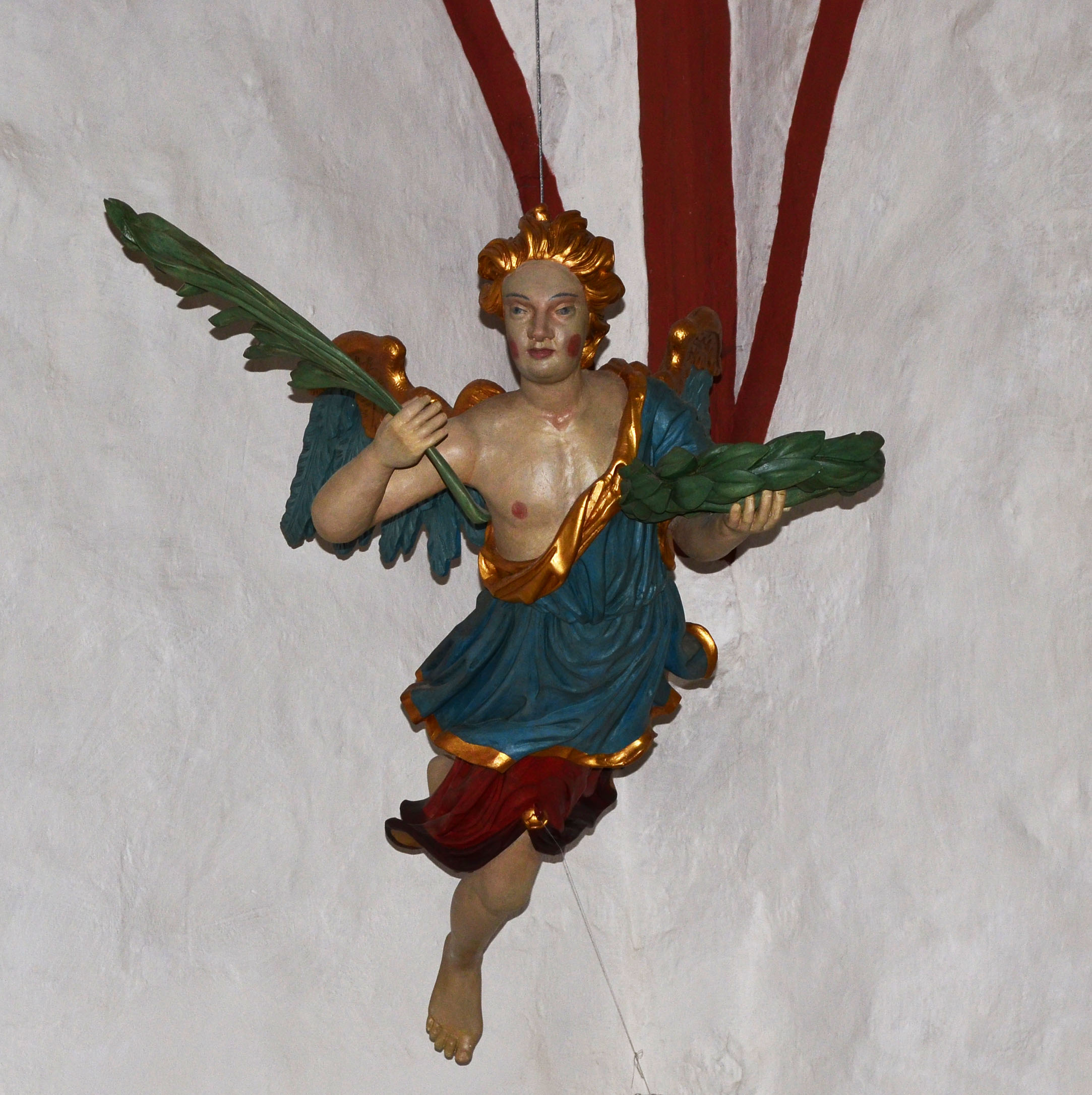
Taufengel
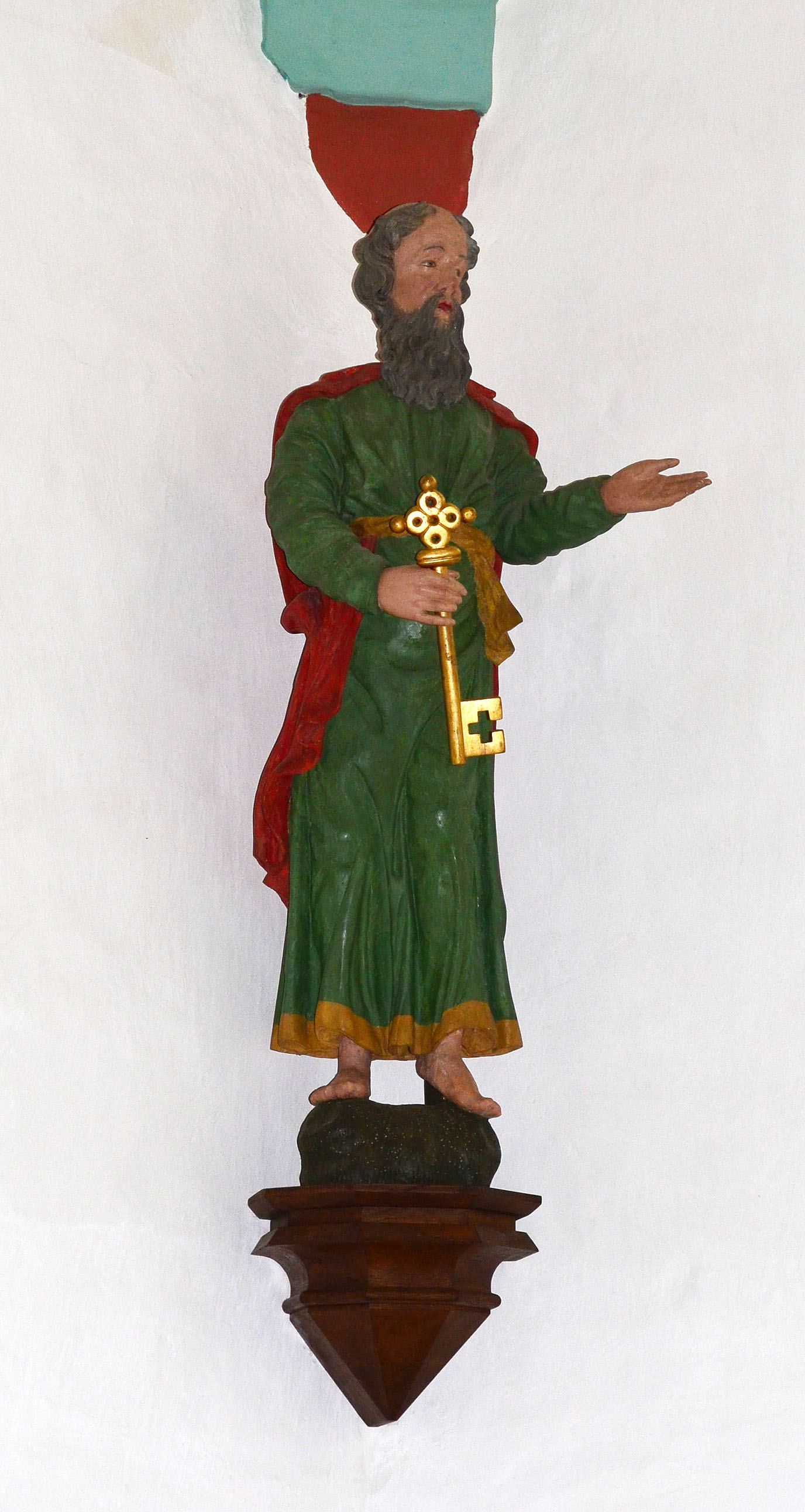
Petrus
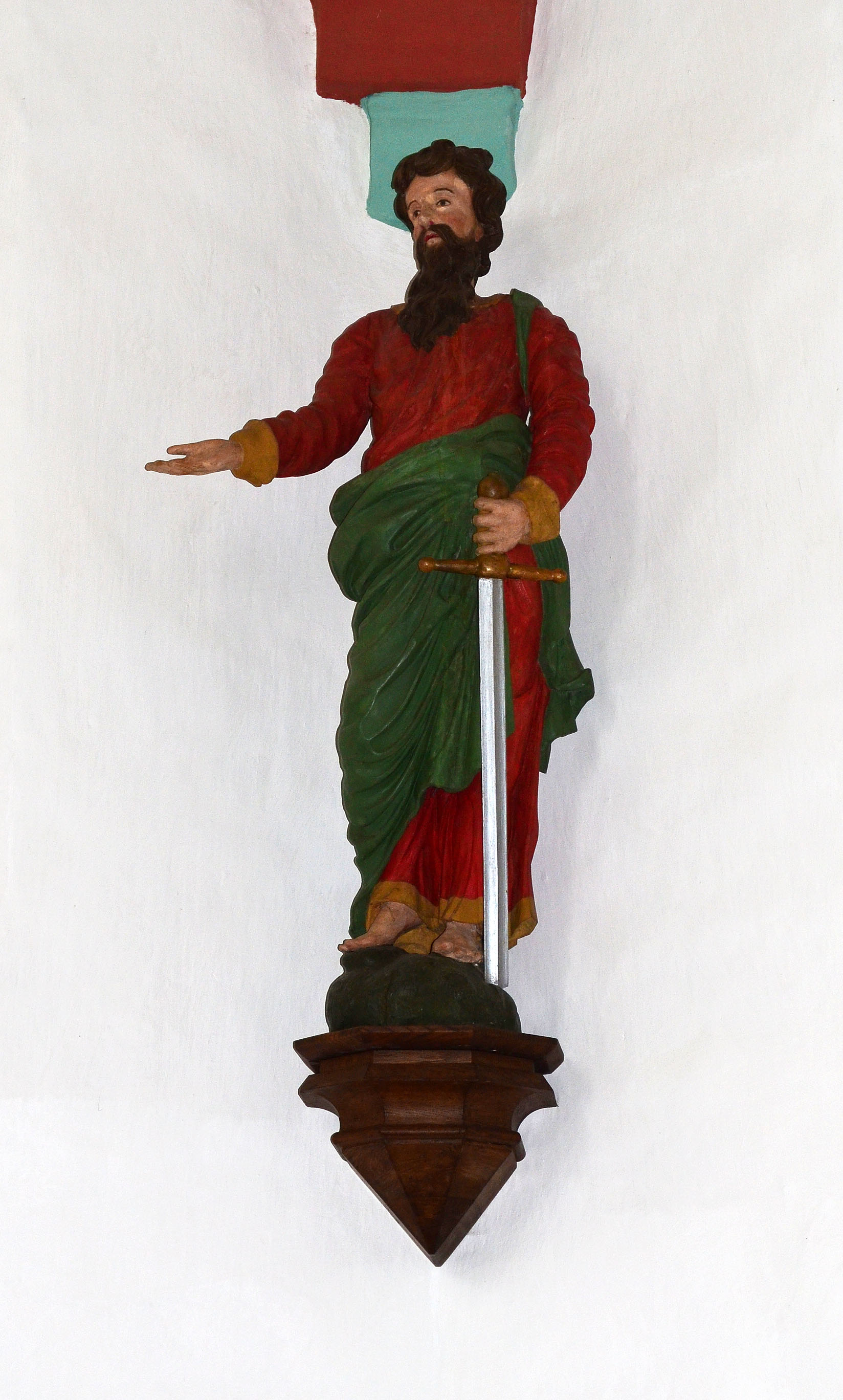
Paulus

- Die Kanzel vom Rostocker Meister Adam Hartig stammt von 1698. Sie ist mit Reliefs verziert, die den Jünger Johannes, die vier Evangelisten und Christus als Heiland der Welt darstellen. Eine Besonderheit bei der Darstellung der Evangelisten ist bemerkenswert, sie sind barfuß. Da die Figuren mit einem gelben Anstrich versehen wurden, treten sie nicht deutlich hervor.[3]
- In den Chorfenstern haben Brunshauptener Bürger um 1660 Glasmalereien anbringen lassen, die größtenteils Familienwappen zeigen. Darunter befinden sich auch Reste eines Dänischen und Mecklenburger Wappens.[8]
- Die Orgel wurde 1963 von der Bautzener Firma Eule eingebaut. Anfangs hatte sie ihren Platz auf der Seitenempore, seit 1981 steht sie auf der Mittelempore. Sie hat 11 klingende Register auf 2 Manualen und Pedal und insgesamt 724 Pfeifen.[6] Die Orgel wurde 2011 von Orgelbaumeister Andreas Arnold abgebaut. Sie war stark durch Holzwurmbefall geschädigt. Alle Holzteile wurden in der Werkstatt begast. Die Mechanik und das Pfeifenwerk wurden aufgearbeitet. In die linke Seite des Gehäuses wurden Öffnungen für eine bessere Langabstrahlung eingefügt. Das komplette Holzgehäuse wurde mit Halböl behandelt, es war über die Jahrzehnte vollkommen ausgetrocknet. Das Instrument wurde an seinem ursprünglichen Standort auf der Südempore wieder aufgebaut.
- Im Rahmen der Renovierung 2012 wurde von dem Künstler Gerd Frick aus Brandenburg ein neuer Altar geplant und angefertigt. Der in sachlichen und modernen Formen gehaltene Altar besteht aus Plexiglasschichten in verschiedenen Farbgebungen. Durch die Farbanordnung wird das Licht gebrochen.
- Ebenfalls aus der Werkstatt von Gerd Frick stammen das neue Lesepult und das Kreuz. In das Kreuz wurde eine Einlage aus Blattsilber eingefügt.

### Glocken
Im Turm hängen drei Glocken, die Jubilate- und die Kantateglocke, sowie eine kleine Glocke zum Beiern. Die große Glocke hat einen Durchmesser von 120 cm, sie wurde 1840 bei der Glockengießerei Hausbrandt in Wismar gegossen. Die kleinere Glocke von 1834 hat einen Durchmesser von 108 cm. Die Bronzeglocke von 1495 trägt die Inschrift O rex gloriae, Christe, veni cum pace (O König der Herrlichkeit, Christus, komm mit Frieden).

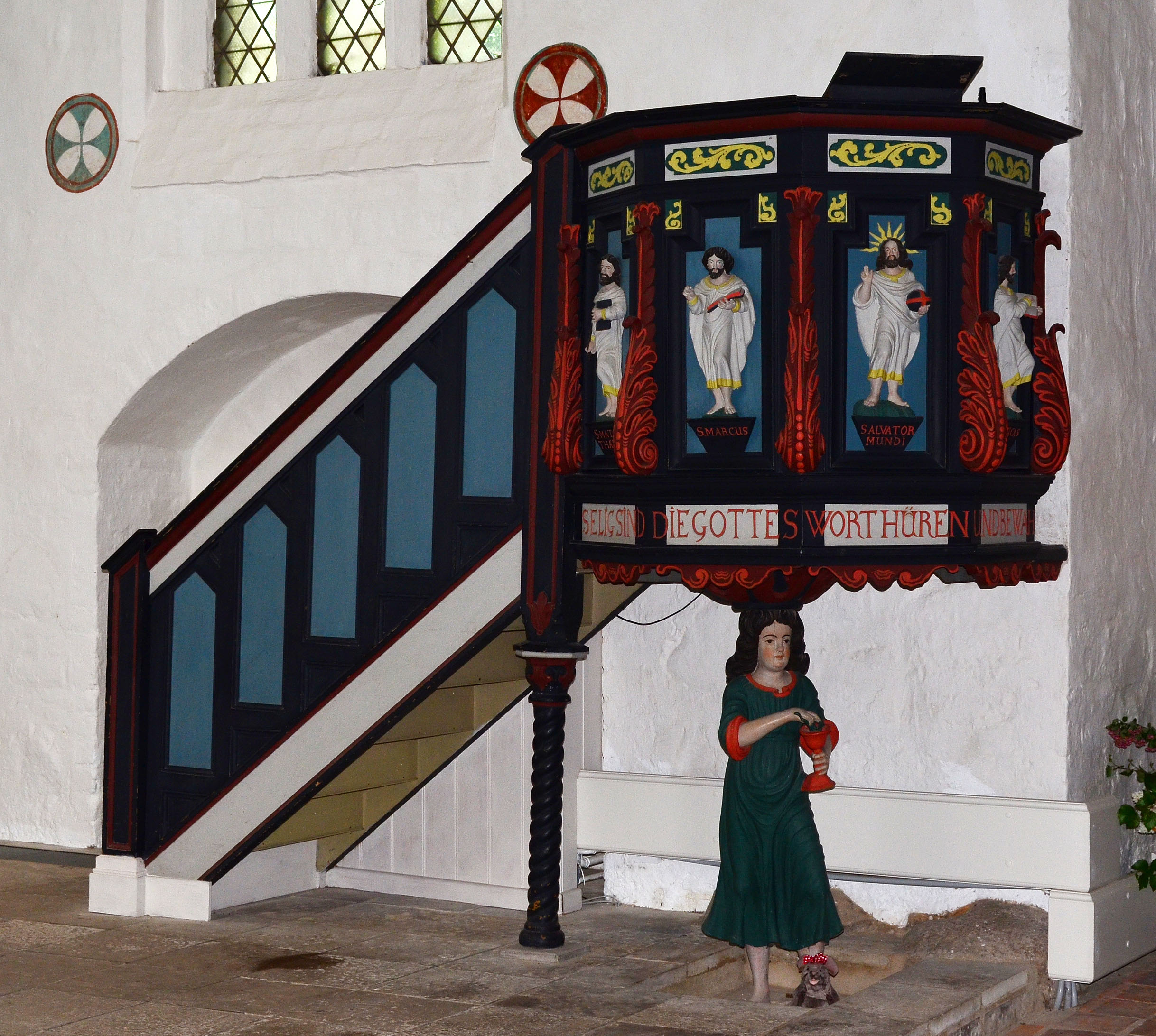
Kanzel
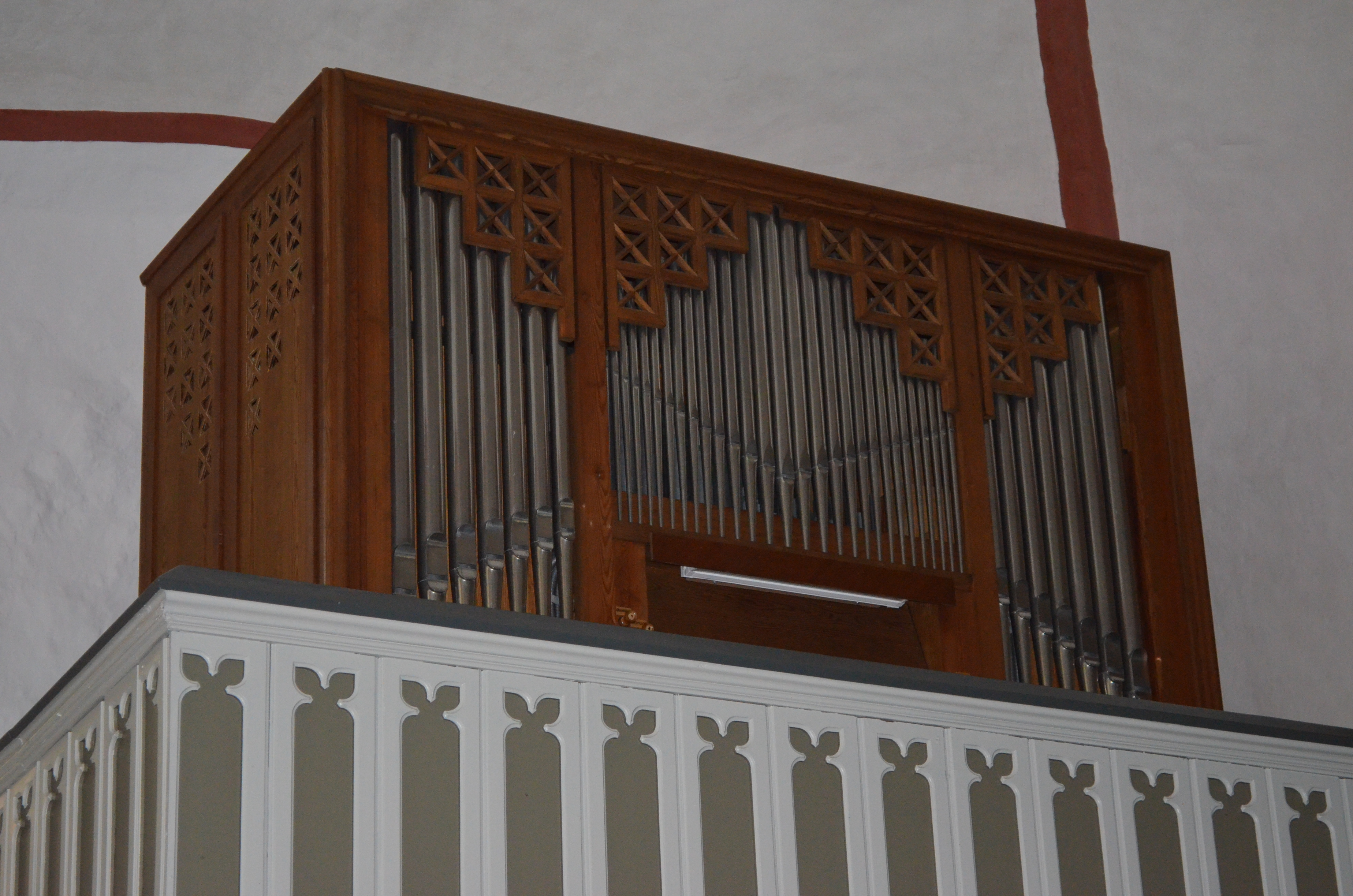
Die Orgel auf der Empore
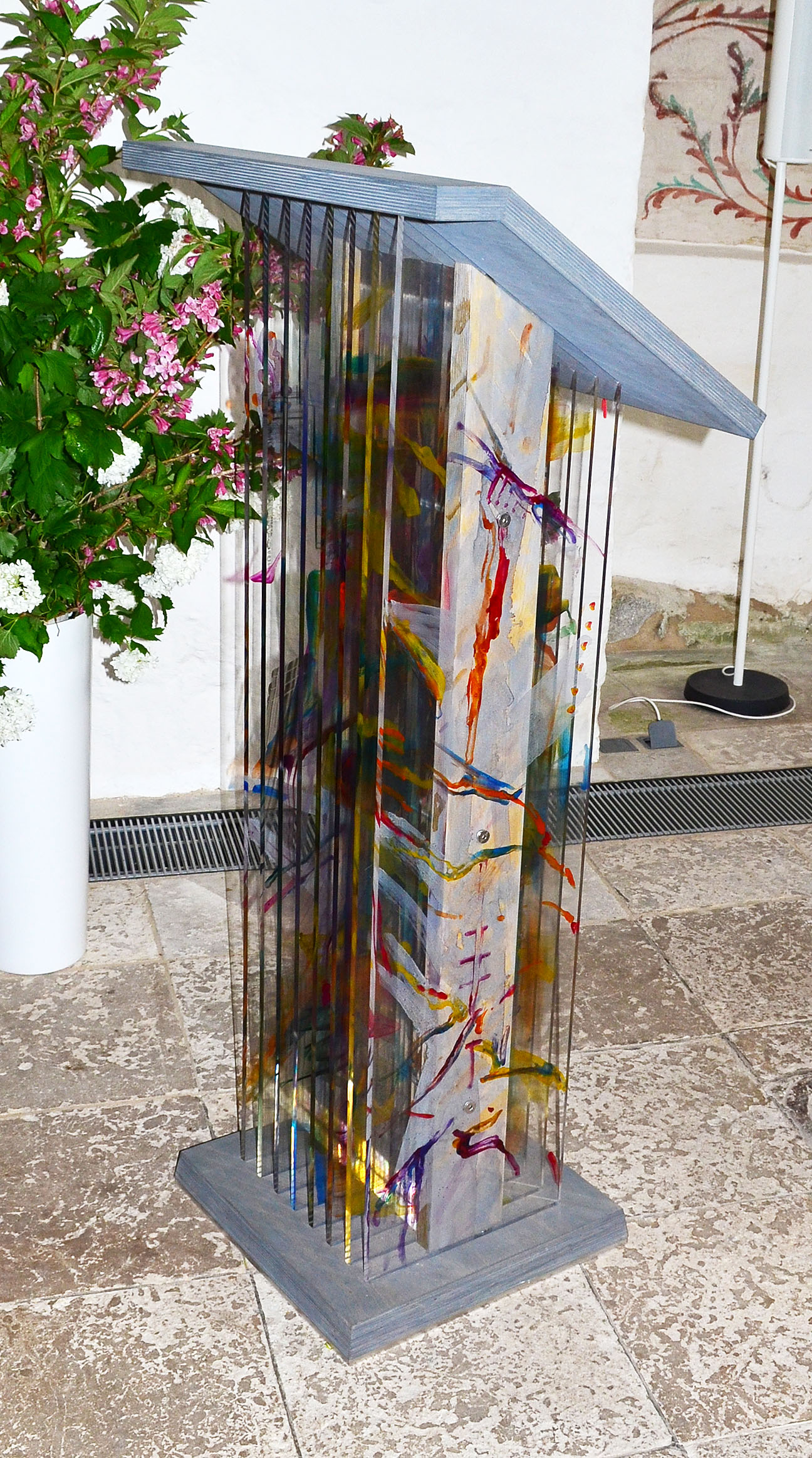
Lesepult
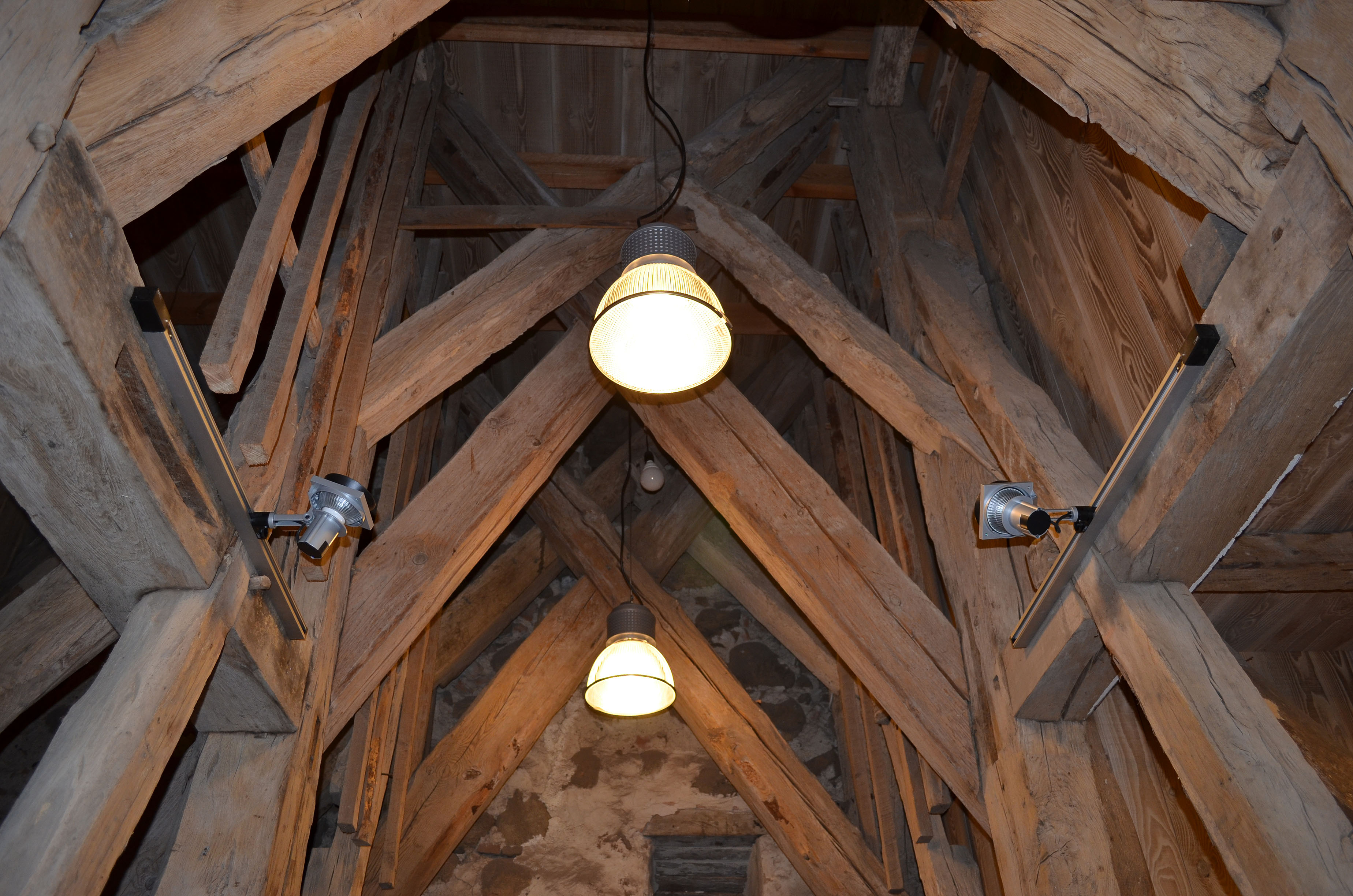
Blick in den Turm, Ständerwerk
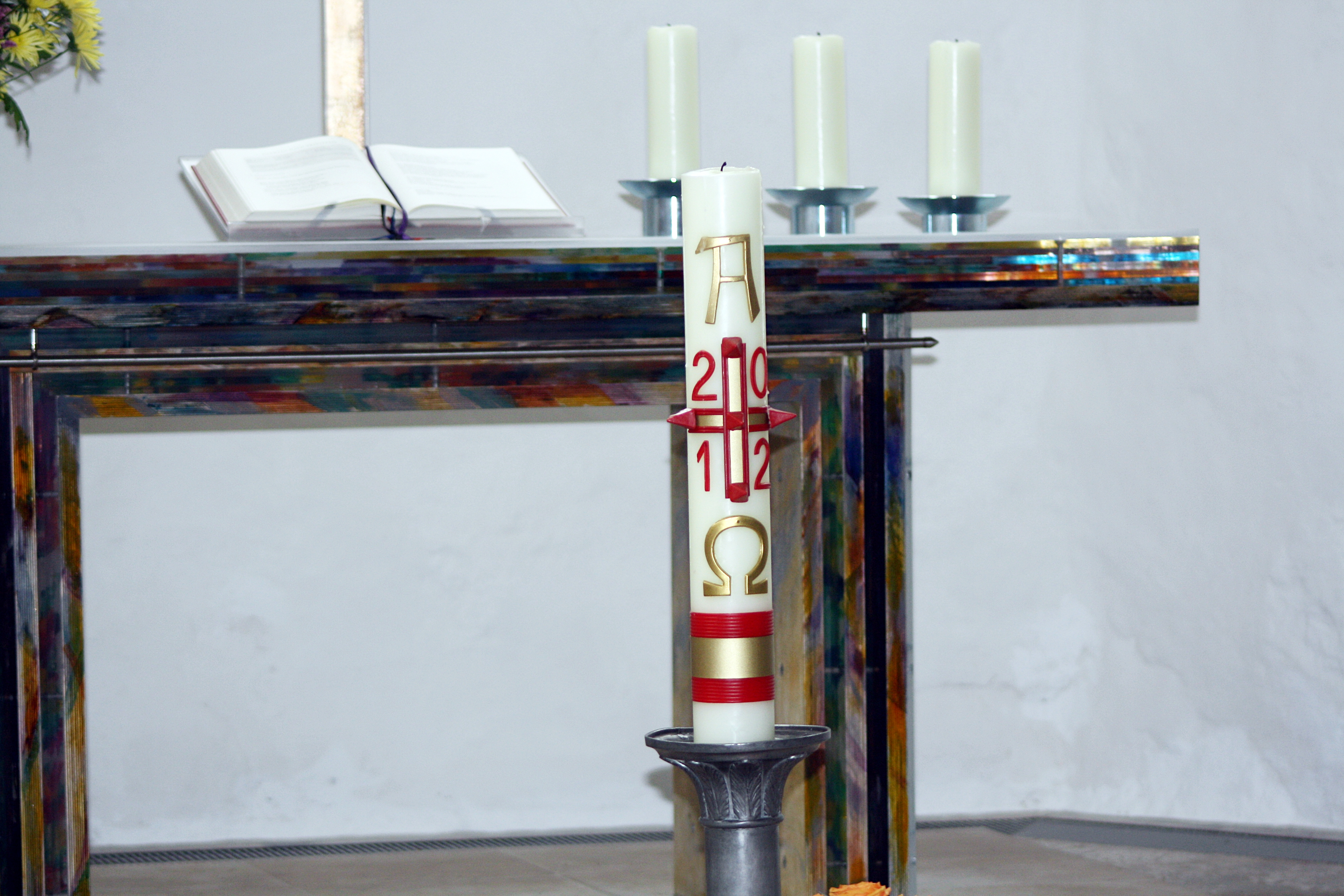
Osterkerze vor dem Acrylaltar

## Pfarrhaus

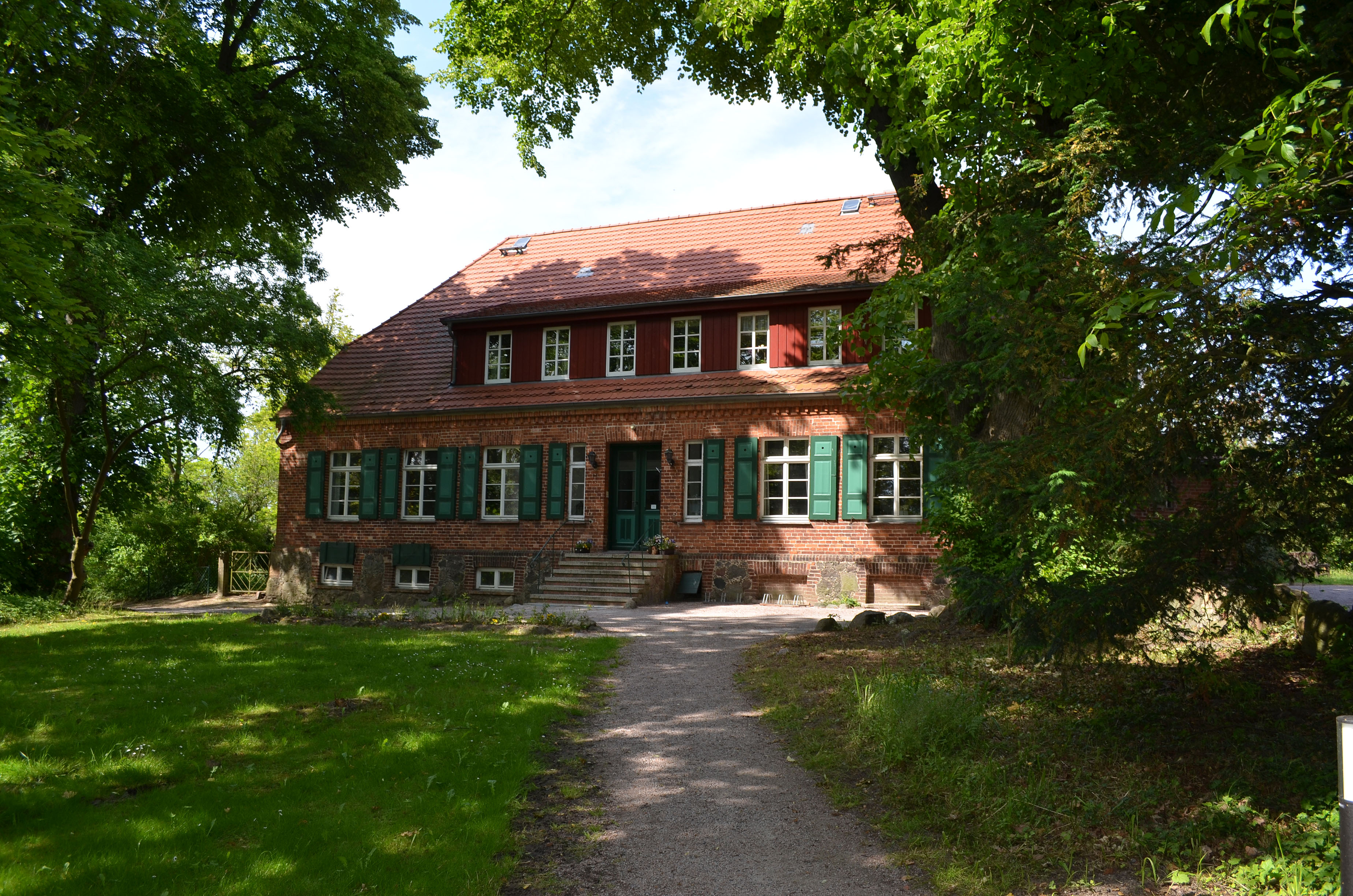
Pfarrhaus

Das zur Kirche gehörende Pfarrhaus wurde 1870 in Backstein errichtet. Es steht neben dem Friedhof, der um die Kirche herum angelegt ist.